# Europäisches Turnier der Junioren 1960

Logo CEB (ausrichtender Verband)

Die Zweikampf-Europameisterschaft der Junioren 1959, noch unter dem Namen „Europäisches Turnier der Junioren“, war das vierte Turnier in dieser Disziplin des Karambolagebillards und fand vom 19. bis zum 22. November 1959 in München statt. Das Turnier zählte zur Saison 1959/60.

## Geschichte
Um die Jugend zu fördern wurde vom neu gegründeten Europäischen Billard-Verband CEB das Jugendturnier, das 1957 von der UIFAB eingeführt wurde, weiter ausgerichtet. Es wurde ein Zweikampf mit den Disziplinen Freie Partie und Cadre 47/2 gespielt. Das Turnier hatte aber noch keinen Europameisterschaftsstatus. Zugelassen waren Teilnehmer unter 23 Jahren die an noch keinem internationalen Turnier teilgenommen hatten.

## Modus
Gespielt wurde das ganze Turnier im Round Robin Modus.
1. PP = Partiepunkte
2. MP = Matchpunkte
3. VGD = Verhältnismäßiger Generaldurchschnitt
4. BVED = Bester Einzel Verhältnismäßiger Durchschnitt

Bei der Berechnung des VGD wurden die erzielten Punkte in folgender Weise berechnet:
Freie Partie: Distanz 250 Punkte (erzielte Punkte mal 1)
Cadre 47/2: Distanz 150 Punkte (erzielte Punkte mal 2)
Alle Aufnahmen wurden mal 1 gewertet.
In der Endtabelle wurden die erzielten Partiepunkte vor den Matchpunkten und dem VGD gewertet.

## Abschlusstabelle
| MP    | Match Points (Sieger = 2; Unentschieden = 1; Verlierer = 0) |
| Pkte. | Erzielte Karambolagen                                       |
| Aufn. | Benötigte Versuche                                          |
| GD    | Generaldurchschnitt                                         |
| BED   | Bester Einzeldurchschnitt eines Spielers                    |
| HS    | Höchstserie                                                 |
|       | Bester GD des Turniers                                      |
|       | Bester ED des Turniers                                      |
|       | Beste HS des Turniers                                       |
|       | 1. Platz (Gold)                                             |
|       | 2. Platz (Silber)                                           |
|       | 3. Platz (Bronze)                                           |

| Endklassement | Endklassement       | Endklassement | Endklassement | Endklassement | Endklassement | Endklassement | Endklassement |
| Platz         | Name                | PP            | MP            | Pkte.         | Aufn.         | VGD           | BVED          |
| ------------- | ------------------- | ------------- | ------------- | ------------- | ------------- | ------------- | ------------- |
| 1             | Léo Corin           | 20:4          | 10:2          | 3166          | 165           | 19,18         | 27,55         |
| 2             | Hans Ritschel       | 17:7          | 9:3           | 3131          | 200           | 15,65         | 18,96         |
| 3             | Piet de Leeuw       | 16:8          | 8:4           | 2946          | 206           | 14,30         | 17,56         |
| 4             | Georges Minet       | 12:12         | 6:6           | 2399          | 239           | 10,03         | 10,90         |
| 5             | Dieter Hoche        | 7:17          | 3:9           | 2388          | 241           | 9,90          | 13,40         |
| 6             | A. Domingo y Coello | 6:18          | 3:9           | 2286          | 247           | 9,25          | 17,18         |
| 7             | Alphonse Grethen    | 6:18          | 3:9           | 2342          | 308           | 7,60          | 11,81         |

## Disziplintabellen
| Platz                     | Name                | MP   | Pkte. | Aufn. | GD    | BED   | HS  | VGD   |
| ------------------------- | ------------------- | ---- | ----- | ----- | ----- | ----- | --- | ----- |
| 1                         | Piet de Leeuw       | 12:0 | 1500  | 122   | 12,29 | 19,23 | 115 | 12,29 |
| 2                         | Léo Corin           | 8:4  | 1366  | 91    | 15,01 | 25,00 | 172 | 15,01 |
| 3                         | Hans Ritschel       | 8:4  | 1347  | 103   | 13,07 | 15,62 | 132 | 13,07 |
| 4                         | Georges Minet       | 6:6  | 1189  | 137   | 8,67  | 13,15 | 137 | 8,67  |
| 5                         | A. Domingo y Coello | 4:8  | 982   | 127   | 7,73  | 14,70 | 117 | 7,73  |
| 6                         | Dieter Hoche        | 2:10 | 888   | 136   | 6,52  | 5,43  | 130 | 6,52  |
| 7                         | Alphonse Grethen    | 2:10 | 1196  | 184   | 6,50  | 7,81  | 77  | 6,50  |
| Turnierdurchschnitt: 9,40 |                     |      |       |       |       |       |     |       |

| Platz                     | Name                | MP   | Pkte. | Aufn. | GD    | BED   | HS  | VGD   |
| ------------------------- | ------------------- | ---- | ----- | ----- | ----- | ----- | --- | ----- |
| 1                         | Léo Corin           | 12:0 | 900   | 74    | 12,16 | 18,75 | 89  | 24,32 |
| 2                         | Hans Ritschel       | 9:3  | 892   | 97    | 9,19  | 15,62 | 106 | 18,39 |
| 3                         | Georges Minet       | 6:6  | 605   | 102   | 5,93  | 8,82  | 52  | 11,86 |
| 4                         | Dieter Hoche        | 5:7  | 750   | 105   | 7,14  | 11,53 | 44  | 14,28 |
| 5                         | Piet de Leeuw       | 4:8  | 723   | 84    | 8,60  | 13,63 | 57  | 17,21 |
| 6                         | Alphonse Grethen    | 4:8  | 573   | 124   | 4,62  | 7,50  | 37  | 9,24  |
| 7                         | A. Domingo y Coello | 2:10 | 652   | 120   | 5,43  | 10,00 | 53  | 10,86 |
| Turnierdurchschnitt: 7,21 |                     |      |       |       |       |       |     |       |